# Robert E. Hannegan

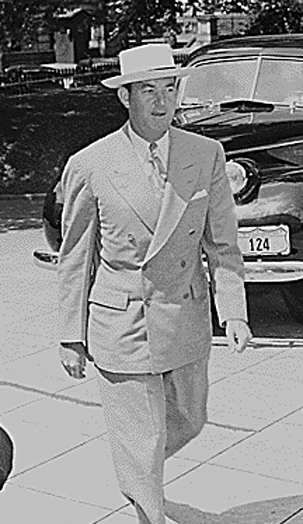
Robert E. Hannegan (1945)

Robert Emmet Hannegan (* 30. Juni 1903 in St. Louis, Missouri; † 6. Oktober 1949 ebenda) war ein US-amerikanischer Politiker der Demokratischen Partei. Er amtierte von 1944 bis 1947 als Vorsitzender des Democratic National Committee (DNC) und war von 1945 bis 1947 US-Postminister im Kabinett von Präsident Harry S. Truman.

## Leben
Nach seinem Abschluss als Bachelor of Laws an der Law School der Saint Louis University im Jahr 1925 praktizierte Hannegan bis 1942 als Anwalt in St. Louis.

## Politik
1933 schlug Hannegan eine politische Laufbahn ein. In der Demokratischen Partei von St. Louis gehörte er neben Senator Joel Bennett Clark zu den führenden Köpfen. Bis 1942 war er Vorsitzender der Demokraten in seiner Heimatstadt.
Seine starke Stellung nutzte er 1940, um Harry S. Truman vor dem politischen Aus zu bewahren. Truman, zu diesem Zeitpunkt Senator für den Staat Missouri, wurde mit den Steuervergehen seines Förderers Tom Pendergast in Verbindung gebracht und musste um seine Wiederwahl fürchten, da seine innerparteilichen Konkurrenten sich gegen Pendergast positionierten. Durch starke Unterstützung aus St. Louis behielt Truman jedoch sein Senatsmandat; Robert Hannegan hatte dafür besonders seinen Einfluss in katholischen Kreisen geltend gemacht.
Truman revanchierte sich für die Unterstützung vier Jahre später, als er von Präsident Franklin D. Roosevelt das Amt des DNC-Vorsitzenden angetragen bekam, jedoch verzichtete und an seiner Stelle Hannegan vorschlug, was Roosevelt akzeptierte. Hannegan wiederum machte sich dafür stark, Truman als Kandidaten für den Posten des Vizepräsidenten bei der Präsidentschaftswahl 1944 aufzustellen. Kurz vor der Democratic National Convention in diesem Jahr gab es einen berühmt gewordenen Briefwechsel zwischen Roosevelt und Hannegan, in welchem der Präsident erklärte, er würde sich freuen, entweder mit Truman oder dem Richter am Supreme Court, William O. Douglas, die Wahl in Angriff zu nehmen. Als Hannegan diesen Brief bei der Convention vortrug, argwöhnten Douglas’ Anhänger, dass der Vorsitzende die Reihenfolge der beiden genannten Namen vertauscht habe, um es so aussehen zu lassen, als ob Truman für Roosevelt die erste Wahl darstelle. Spätere Untersuchungen ergaben jedoch, dass Truman in dem Schreiben tatsächlich an erster Stelle genannt worden war.
Obwohl er während seiner ganzen Amtszeit als DNC-Vorsitzender bei schwacher Gesundheit war, setzte er sich bei der Präsidentschaftswahl 1944 mit voller Kraft dafür ein, den möglichen Wahlsieg des republikanischen Kandidaten Thomas E. Dewey zu verhindern. Er machte sich für ein liberales Parteiprogramm stark und galt als Unterstützer der Gewerkschaften. Dewey erhielt letztlich 46 Prozent der Stimmen.
1945 wurde Hannegan als Nachfolger von Frank C. Walker zum Postmaster General berufen. Dies war sein zweites öffentliches Amt, nachdem er bereits von Oktober 1943 bis Januar 1944 Leiter der Steuerbehörde IRS gewesen war. Im Jahr darauf trat er nach den Verlusten der Demokraten bei den Kongresswahlen als Vorsitzender des Democratic National Committee zurück; er nutzte seinen weiterhin vorhandenen Einfluss in der Partei jedoch, um sich auch danach für Präsident Truman einzusetzen. Hannegan hatte großen Anteil am überraschenden Sieg Trumans bei der Präsidentschaftswahl 1948.

## Nach der politischen Laufbahn
Nachdem er 1947 das Amt des Postministers an Jesse M. Donaldson abgegeben hatte, wurde Hannegan zusammen mit seinem Geschäftspartner Fred Saigh Eigentümer der Baseball-Mannschaft der St. Louis Cardinals. Wenige Monate nachdem er seinen Anteil an Saigh verkauft hatte, starb Robert Hannegan im Oktober 1949 an den Folgen einer Herzerkrankung. Er ist auf dem Calvary-Friedhof in St. Louis neben seiner Ehefrau Erma beigesetzt.